# اندیس مر اوه تپه
مر اوه تپه یک اندیس مصالح ساختمانی است که در حوالی شهر مراوه تپه استان خراسان قرار دارد و مادهٔ معدنی موجود در آن، سنگ آهک است.